# خصيلة

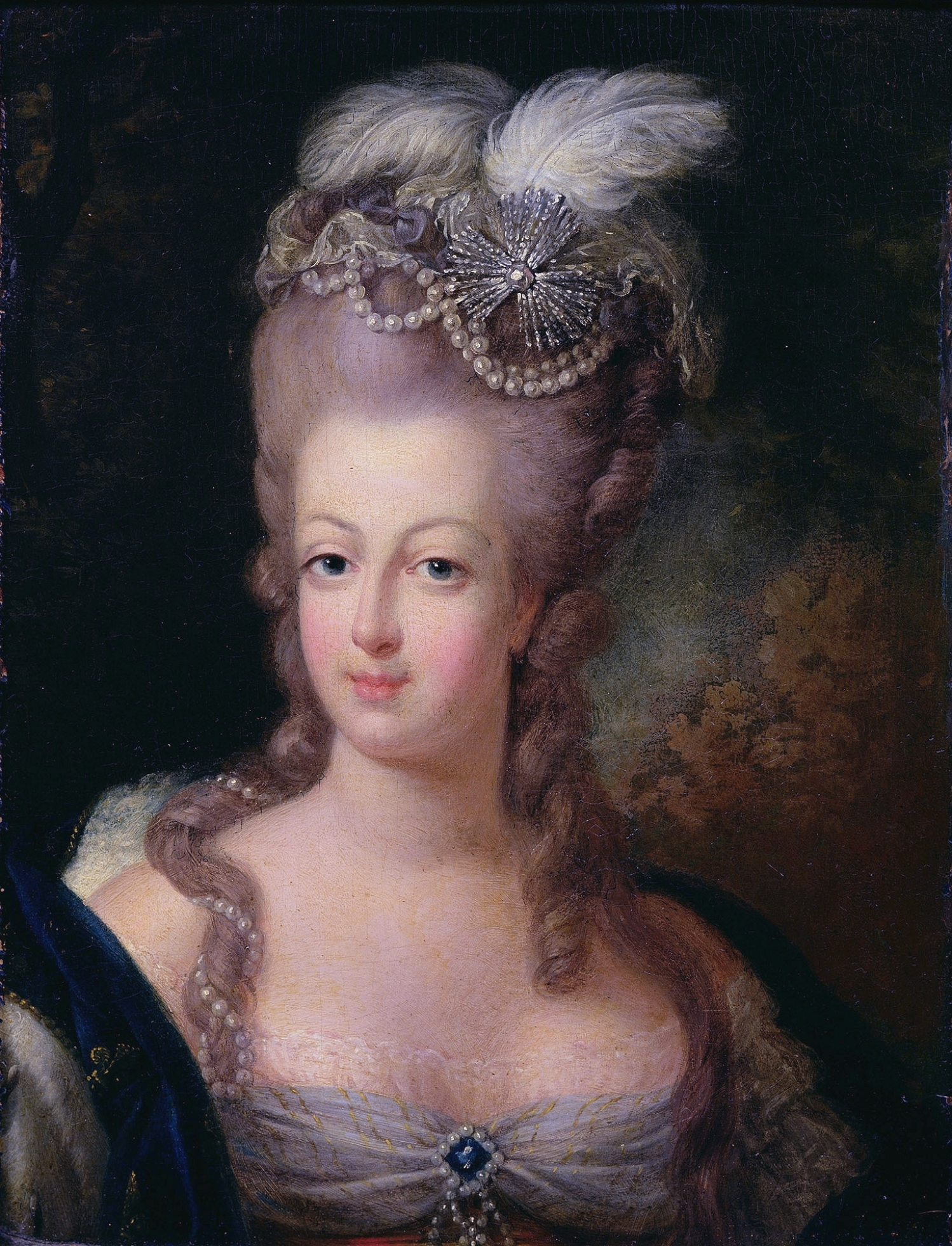
ماري أنطوانيت تظهر خصيلاتها.

الخُصَيلة هي خصلة شعر معقوصة. وهي تسريحة شعر مستمدة من فرنسا في القرن الثامن عشر.